# Preston
Preston (/ˈprɛstən/ⓘ) es una ciudad situada en el condado de Lancashire (Reino Unido) de la que es su capital administrativa, ubicada al norte del estuario del río Ribble. El distrito obtuvo el estatus de ciudad en 2002, en el comienzo del aniversario del 50° aniversario del reinado de la reina Isabel II del Reino Unido.
Preston es una ciudad universitaria que concentra una gran cantidad de alumnos que proceden de todas partes del mundo. Como atracción de la ciudad destacan varios centros comerciales, el museo de la FIFA y el parque Avenham. La universidad es la Universidad de Lancashire Central (UCLan), una de las más grandes del Reino Unido.
Hay que resaltar que la mayoría de los habitantes de la ciudad de Preston son protestantes anglicanos.
La novela Tiempos difíciles de Charles Dickens transcurre en Coketown, una ciudad ficticia del norte de la Inglaterra victoriana. Se considera que la descripción está basada, al menos parcialmente, en la ciudad de Preston.
En 2018 fue catalogada como ciudad con mejor estándar de vida en el Reino Unido, según el Good Growth for Cities Index.

## Economía
Hasta 2011 las autoridades municipales de Preston típicamente actuaban como facilitadores de la inversión privada; sin embargo, tras la crisis bancaria en 2011 varios proyectos de inversión se vinieron abajo. No obstante, bajo la iniciativa de Matthew Brown, concejal del Partido Laborista, quien mantenía hasta ese entonces un bajo perfil en su rol como encargado de Pensiones y Seguridad Social de la alcaldía, propuso materializar una serie de proyectos que estuvo estudiando por varios años. Entonces, bajo el liderazgo de Brown, las inversiones tuvieron un nuevo enfoque que consistía esencialmente en interconectar las instituciones locales comunitarias con pequeñas y medianas empresas familiares y, además, incentivaron la formación de cooperativas. Asimismo, se creó un banco municipal de desarrollo que fortaleciera financieramente este entorno económico emergente. Este modelo se denominó como Formación de Riqueza Comunitaria (Community Wealth Building en inglés).

## Geografía
El río Ribble proporciona una frontera al sur de la ciudad. El bosque de Bowland forma un telón de fondo de Preston al noreste, mientras que la llanura de The Fylde se encuentra al oeste. Preston esta a aproximadamente 27 kilómetros al noroeste de Mánchester, a 43 kilómetros al noreste de Liverpool y a 15 kilómetros al este de la ciudad costera de Blackpool.
Las fronteras actuales entraron en vigor el 1 de abril de 1974, cuando la Ley de Gobierno Local de 1972 fusionó el Condado de Preston con el Distrito Urbano Fulwood dentro del Distrito de Preston.

## Clima
El clima de Preston es de tipo templado marítimo, con un rango estrecho de temperaturas, similar al del resto de las islas británicas. Al estar relativamente cerca del mar de Irlanda, es más pronunciado que en las zonas ubicadas al sur y al este de Preston. La estación Met Office se ubica en el parque Moor, a menos de dos kilómetros del centro de la ciudad, ya que está rodeado de zonas urbanizadas, puede crear un grado de calentamiento urbano, sobre todo durante las noches claras y tranquilas.
La temperatura más alta registrada en la estación meteorológica fue de 33.1 °C (91.6 °F) en agosto de 1990. En un año común, el día más caliente debe llegar a 27.6 °C (81.7 °F). En octubre de 2011  se estableció un nuevo récord de temperatura de 26.9 °C.
| Parámetros climáticos promedio de Preston                                                              | Parámetros climáticos promedio de Preston | Parámetros climáticos promedio de Preston | Parámetros climáticos promedio de Preston | Parámetros climáticos promedio de Preston | Parámetros climáticos promedio de Preston | Parámetros climáticos promedio de Preston | Parámetros climáticos promedio de Preston | Parámetros climáticos promedio de Preston | Parámetros climáticos promedio de Preston | Parámetros climáticos promedio de Preston | Parámetros climáticos promedio de Preston | Parámetros climáticos promedio de Preston | Parámetros climáticos promedio de Preston |
| Mes | Ene.                                      | Feb.                                      | Mar.                                      | Abr.                                      | May.                                      | Jun.                                      | Jul.                                      | Ago.                                      | Sep.                                      | Oct.                                      | Nov.                                      | Dic.                                      | Anual                                     |
| --- | ----------------------------------------- | ----------------------------------------- | ----------------------------------------- | ----------------------------------------- | ----------------------------------------- | ----------------------------------------- | ----------------------------------------- | ----------------------------------------- | ----------------------------------------- | ----------------------------------------- | ----------------------------------------- | ----------------------------------------- | ----------------------------------------- |
| Temp. máx. abs. (°C)                                                                                   | 14.1                                      | 16.2                                      | 22.2                                      | 24.0                                      | 27.3                                      | 30.6                                      | 31.0                                      | 33.1                                      | 26.8                                      | 23.6                                      | 18.4                                      | 15.6                                      | 31.1                                      |
| Temp. máx. media (°C)                                                                                  | 6.9                                       | 7.3                                       | 9.4                                       | 12.0                                      | 15.6                                      | 17.7                                      | 19.8                                      | 19.5                                      | 16.8                                      | 13.4                                      | 9.7                                       | 7.7                                       | 13                                        |
| Temp. mín. media (°C)                                                                                  | 1.7                                       | 1.9                                       | 3.1                                       | 4.5                                       | 7.1                                       | 10.0                                      | 12.2                                      | 12.1                                      | 9.9                                       | 7.3                                       | 4.0                                       | 2.0                                       | 6.3                                       |
| Temp. mín. abs. (°C)                                                                                   | -11.1                                     | -13.3                                     | -9.4                                      | -4.5                                      | -2.3                                      | 0.6                                       | 4.4                                       | 2.8                                       | -0.5                                      | -5.2                                      | -6.7                                      | -12.8                                     | -13.3                                     |
| Lluvias (mm)                                                                                           | 93.83                                     | 63.66                                     | 79.11                                     | 52.08                                     | 58.79                                     | 73.51                                     | 65.40                                     | 86.51                                     | 92.00                                     | 113.78                                    | 103.86                                    | 112.02                                    | 994.6                                     |
| Fuente: Mediciones realizadas entre 1970 y el año 2000 por la European Climate Assessment and Dataset. |                                           |                                           |                                           |                                           |                                           |                                           |                                           |                                           |                                           |                                           |                                           |                                           |                                           |

## Deportes
El Preston North End FC es el club de fútbol local, y compite en la EFL Championship, el segundo nivel del fútbol nacional. Disputa sus encuentros de local en el Estadio Deepdale.

## Localidades hermanadas
- Almelo, Países Bajos, 2008
- Kalisz, Polonia, 2009
- Nimes, Francia
- Recklinghausen, Alemania